# Iglesia de San Antonio Abad (Esino Lario)
La iglesia de San Antonio Abad (Chiesa di Sant'Antonio abate o chiesa di Sant'Antonio in Cresso en italiano) es una iglesia subsidiaria de Esino Lario, que forma parte de la parroquia de San Víctor Mártir.
Situada en Esino Superior, la iglesia fue edificada en el siglo XVI y consagrada en 1561. Un siglo después fue renovada y nuevamente inaugurada en 1662. Su interior está formado por una sola nave que termina con un ábside semipoligonal. Cuenta con dos capillas laterales de la segunda mitad del siglo XVII: la de la derecha está dedicada a San Antonio Abad y decorada con estucos que enmarcan la estatua en madera del santo y el ciclo pictórico de cuatro lienzos que narran la historia del santo, mientras la bóveda cuenta con frescos con figuras de ángeles; la capilla de la izquierda, de 1691, está dedicada a San José y conserva dos lienzos que representan la Crucifixión y la Fuga a Egipto, mientras que en la bóveda se encuentra el fresco de San José y el Ángel
El altar mayor está coronado con un retablo de altar de finales del siglo XVI que representa la Virgen con el Niño entre San Antonio y San Sebastián. En el presbiterio se encuentran algunos lienzos, dos de los cuales muestran las historias de San Antonio
La fachada y el portal coronado con una ventana termal se remontan a 1703, mientras que el coro de madera de la contrafachada fue hecho en 1793.